# Ibrahim Agha
Ibrahim Agha var den siste Agha av Odjak av Alger, överbefälhavare för de algeriska styrkorna under invasionen av Alger 1830, och svärson till Hussein Dey.

## Uppväxt
Ibrahim Agha gifte sig med Hussein Deys dotter. Han utnämndes till Agha (general) år 1828, efter att den föregående, Yahya, lidit svåra nederlag i ett försök att lugna kabyliska stammar. Han ägde en stor villa i centrala Alger.

## Sidi Fredj
År 1830 invaderade Frankrike Algeriet efter en treårig sjöblockad. Hussein Dey utsåg Ibrahim till överbefälhavare för sina styrkor, som bestod av kontingenter från Beylik i Konstantin, Titter och Oran, samt Dar-as-Soltans janitsjarmilis. Han rådde Hussein att låta fransmännen gå i land i Algeriet, för att se till att "inte en enda av dem skulle återvända till sitt hemland". När han hörde talas om den franska flottan som siktats nära Sidi-Fredj organiserade han armén och försökte försvara staden. Själva armén var dåligt förberedd, eftersom Dey inte gjorde några ansträngningar att förbättra sin armé. Slaget började den 14 juni och algerierna dödade 32 fransmän, varefter de drog sig tillbaka. Algerierna led knappast några förluster men förlorade 16 artilleriprojektiler och två granatkastare.

## Staouéli
När Ibrahim drog sig tillbaka nästa dag visade han sig i sina allra finaste kläder. Hans tält var magnifikt dekorerat, och han var redo att inleda en attack.
Fransmännen väntade vid den tiden på att ytterligare utrustning skulle anlända, eftersom en stor mängd av deras äldre utrustning förstördes i en storm och i slaget vid Sidi Fredj. Han ville överraska fienden med en snabb räd mot deras läger. Ibrahim själv insåg slagets betydelse men använde trots det bara 10 000 av sina cirka 40 000 soldater för att attackera den franska armén eftersom han underskattade deras antal och skicklighet. Den algeriska attacken slogs tillbaka av den franska armén, som gick till motattack och erövrade det algeriska artilleriet, lägren och själva staden Staouéli. Algerierna förföljdes med bajonetter och granater. De algeriska batterierna däremot sköt utan precision och hade ingen effekt. Algerierna insåg sin svaghet, vilken låg i de gamla vapnen och det dåliga hantverket. De flydde hastigt mot sitt läger, som de korsade utan att ens tänka på att försvara det.

## Sidi Khalef
Ibrahim inledde en sista desperat strid vid Sidi-Khalef för att rädda både sin heder och Algeriet, men efter sitt nederlag avsattes han av Hussein.